# 現觀科技
現觀科技股份有限公司是一間台灣的科技公司。公司起源於麻省理工學院，於2001年開始營運，2019年在台灣成立控股公司，2022年12月15日於興櫃掛牌，2024年1月15日於台灣證券交易所掛牌上市，與美國Groundhog Technologies Inc. 與新加坡Groundhog PTE為母子公司的關係，目前為台灣指標性AI大數據分析公司。
現觀科技研發地理定位（Geo-Location）及手機行為的深度學習技術，擁有約四十項電信數據分析的專利 ，產品包括CovMo行動網路優化定位平台，與MI行動智慧平台，包括MI-DSP  、MI-DEP。

## 外部連結
- 官方網站 （页面存档备份，存于）